# 茨城県植物園
茨城県植物園（いばらきけんしょくぶつえん、英: Ibaraki Botanical Garden）は、茨城県那珂市戸4589にある植物園。1981年（昭和56年）に開園した。
植物園に隣接して県民の森（1969年開設）及びきのこ博士館（1998年開設）があり、県民の森内にある森のカルチャーセンター（1990年開設）とともに4施設を一括して「茨城県民の森等」として指定管理者制度を導入している。

## 概要
1981年に那珂市戸地内に「植物に関する知識の習得及び憩いの場」として開設された面積約12ヘクタールの植物園である。管理運営は公益社団法人茨城県農林振興公社が行っている。
2025年春に日本初の「泊まれる体験型植物園」としてリニューアルオープンすることになっており、入園料を無料化するとともに宿泊施設等の利用を有料として運営する方針である。宿泊施設や温浴施設のほか、レストラン、旧熱帯植物館をリニューアルしたバニラドームカフェ（バニラをコンセプトとするカフェ）などが整備される。
リニューアル工事のため2024年6月末から一時休園となり、それに先立って来園者に園内の植栽にある花々をプレゼントするイベントなども数回に分けて実施されている。

## 関連施設
- 県民の森 - 野生植物の観察並びに保健及び休養の場として整備（敷地64.7ヘクタール）[1]。
- 森のカルチャーセンター - 森林及び野生鳥獣に関する知識習得の場として整備[1]。
- きのこ博士館 - きのこ類、山菜類などの特用林産物に関する知識習得の場として整備[1]。